# Олтени (Илфов)
Олтени (рум. Olteni) насеље је у Румунији у округу Илфов у општини Клинчени. Oпштина се налази на надморској висини од 84 m.

## Становништво
Према подацима из 2002. године у насељу је живело 1099 становника, од којих су сви румунске националности.